# Juan A. Baptista
Juan A. Baptista (sinh ngày 9 tháng 9 năm 1976 ở Caracas, Venezuela). Anh là một diễn viên người Venezuela, Anh nổi tiếng với hai bộ phim đóng cặp với Paola Rey là Pasión de Gavilanes và Khi bình minh đến.

## Các phim đã tham gia
- Nubeluz
- A Todo Corazón
- Así es la Vida
- Enamorada
- Hechizo de Amor
- Como en el Cine
- Gata Salvaje (vai Bruno Villalta)
- Pasión de Gavilanes (vai Oscar Reyes)
- La Mujer en el Espejo (vai Marcos Mutti)
- Reinas
- Loteria
- Mira Quien Baila
- La Marca del Deseo (vai Luis Eduardo Santivanez)
- Tiempo Final